# À Cent Metres Du Centre Du Monde
|  | No s'ha de confondre amb Centre d'Art Contemporani Walter Benjamin. |

El Centre d'Art Contemporani À Cent Metres Du Centre Du Monde («A cent metres del centre del món», en català) és una galeria d'art perpinyanenca, que rep aqueix nom perquè és ubicada a cent metres de l'Estació de Perpinyà («el centre del món», segons Salvador Dalí).
Inaugurada el juny del 2004 pel col·leccionista valencià Vicent Madramany, el lloc és un antic magatzem d'exportació de taronges de mil quatre-cents metres quadrats a la vora del riu Tet. El fons del museu compta amb més de quatre-centes obres de deu col·leccionistes, entre les quals molts quadres d'Artur Heras i Sanz de la col·lecció privada de Madramany.

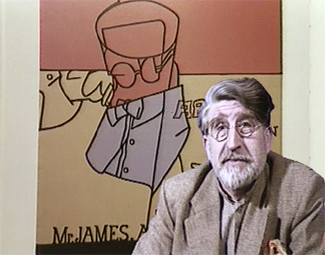
Valerio Adami

A més d'exposicions, a l'Àcentmetresducentredumonde hi han tingut lloc concerts de jazz i de música experimental,
L'any 2010 va tenir-hi lloc un dels actes de la 4a Setmana per la Llengua organitzada pel col·lectiu Angelets de la Terra.

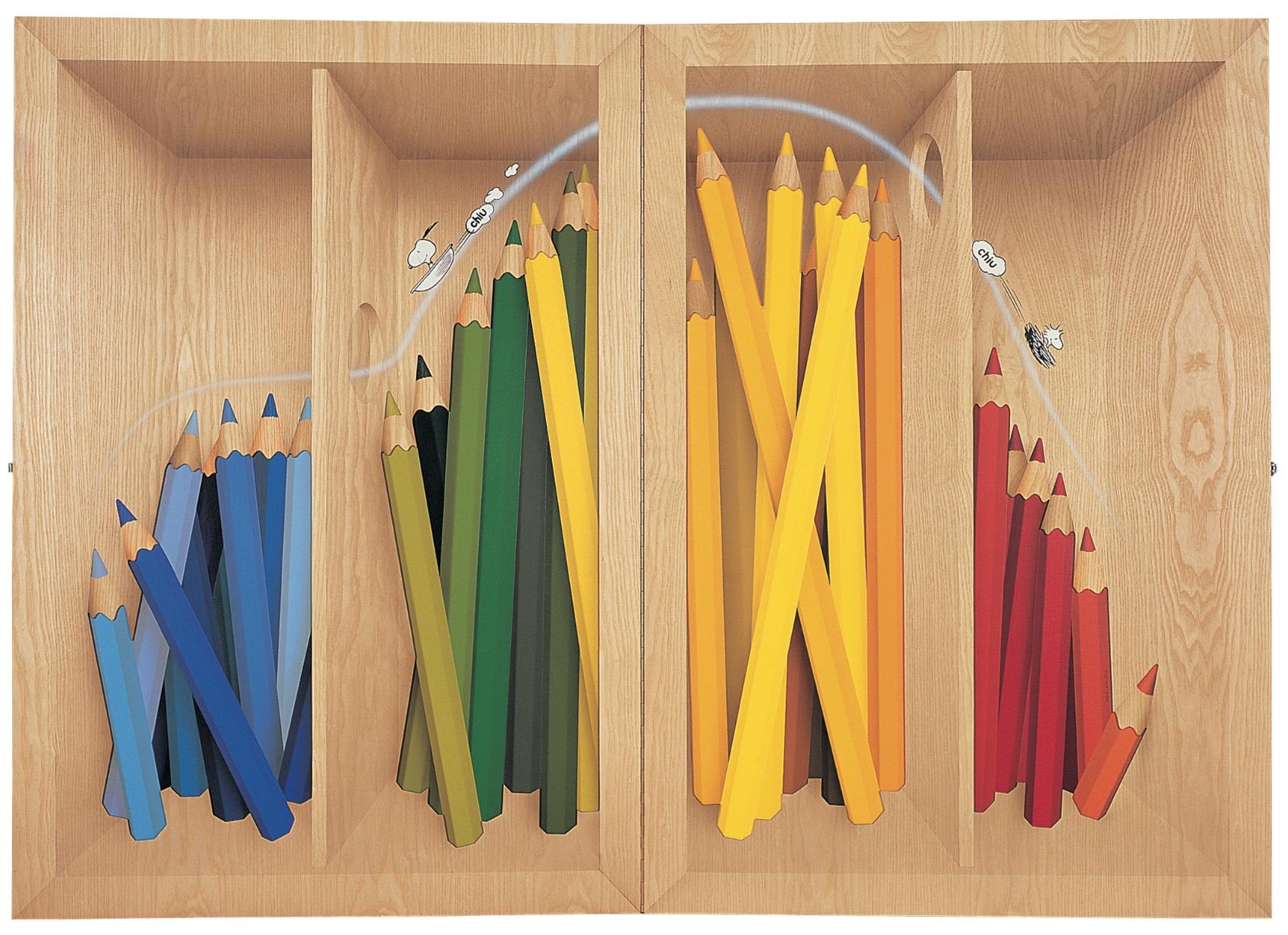
Una obra d'Adrià Pina

Per al desè aniversari, l'ACMCM va acúller una exposició col·lectiva amb obres de tots els artistes que han exposat en el centre entre els quals il·lustradors francesos, els valencians Rafael Armengol, Manuel Boix, Artur Heras, els occitans Ben Vautier i Jean Le Gac o el bolonyès Valerio Adami.

## Exposicions destacades
| A.   | Inauguració    | Cloenda        | Artistes                  | Títol de l'exposició                   |
| ---- | -------------- | -------------- | ------------------------- | -------------------------------------- |
| 2004 | 25 de juny     | 30 de setembre | Rafael Armengol           | [ 13 ]                                 |
| 2004 | 19 de novembre | 10 de febrer   | Joan Barberà              | [ 14 ]                                 |
| 2005 | 05 de març     | 05 de juny     | Artur Heras               | L'évidence eternelle                   |
| 2005 | 23 de juny     | 25 de setembre | Ben Vautier               | La fin d'un monde                      |
| 2005 | 14 d'agost     | 25 de setembre | Jean Marie Perier         | Visages sans Visa                      |
| 2005 | 13 d'octubre   | 13 de gener    | Claude Viallat            | [ 18 ]                                 |
| 2006 | 04 de febrer   | 26 de març     | col·lectiva               | Parenthèse 1                           |
| 2006 | 08 d'abril     | 04 de juny     | Barbara Eichhorn          | [ 20 ]                                 |
| 2006 | 30 de juny     | 30 de setembre | Jean Le Gac               | [ 21 ]                                 |
| 2006 | 21 d'octubre   | 31 de desembre | Josep Guinovart           | [ 22 ]                                 |
| 2007 | 20 de gener    | 18 de març     | Adrià Pina                | [ 23 ]                                 |
| 2007 | 24 de març     | 03 de juny     | Antoine Giacomoni         | Les catalans à travers le miroir       |
| 2007 | 23 de juny     | 30 de setembre | Tony Bevan                | [ 25 ]                                 |
| 2007 | 14 d'octubre   | 20 de desembre | Vincent Corpet            | [ 26 ]                                 |
| 2008 | 12 de gener    | 26 de març     | col·lectiva               | El centre del món                      |
| 2008 | 05 d'abril     | 08 de juny     | col·lectiva               | Niça l'occitana a Perpinyà la catalana |
| 2008 | 20 de juny     | 14 de setembre | CharlElie i Artur Heras   | [ 29 ]                                 |
| 2008 | 27 de setembre | 30 de novembre | Gauthier i Chapa          | Jaume I: Montpeller 1208-València 1276 |
| 2009 | 16 de gener    | 26 de març     | Meurice i Vaccaro         | [ 31 ]                                 |
| 2009 | 16 d'octubre   | 20 de desembre | Tania Blanco              | [ 32 ]                                 |
| 2010 | 15 de gener    | 18 de març     | Lucebert, Brecht i Brosma | [ 33 ]                                 |
| 2010 | 17 d'abril     | 13 de juny     | Balbino Giner             | [ 34 ]                                 |
| 2010 | 03 de juliol   | 27 de setembre | col·lectiva               | Avec sexe ou pas                       |
| 2010 | 31 d'agost     | 30 de novembre | Joan Rabascall            | Producció 1964-1982                    |
| 2010 | 15 d'octubre   | 19 de desembre | Bastiaans i Parent-Saura  | [ 37 ]                                 |
| 2011 | 21 de gener    | 17 d'abril     | Ydañez i Silva            | [ 38 ]                                 |
| 2011 | 06 de maig     | 23 de juny     | Joan Barberà              | A pols                                 |
| 2011 | 02 de juliol   | 02 d'octubre   | Stéphane Pencréac’h       | Tempestad                              |
| 2013 | 12 d'octubre   | 19 de desembre | Juan Genovés              | Crowds                                 |
| 2014 | 24 de gener    | 23 de març     | Xavier Oriach             | Cartographie picturale                 |
| 2014 | 12 de juliol   | 28 de setembre | CharlElie i Manuel Boix   | [ 43 ]                                 |
| 2014 | 11 d'octubre   | 10 de desembre | col·lectiva               | 10 ans: une décennie de passion(s)     |
| 2015 | 24 de gener    | 05 d'abril     | Valerio Adami             | [ 45 ]                                 |
| 2015 | 11 d'abril     | 13 de maig     | Francesca Caruana         | RECTO/OTCER                            |
| 2015 | 04 de juny     | 17 de juny     | col·lectiva               | Ça crée collections!                   |
| 2015 | 27 de juny     | 27 de setembre | col·lectiva               | Who's afraid of pictures? 2            |